# Pratale (San Marcello Piteglio)
Pratale è una frazione del comune italiano di San Marcello Piteglio, nella provincia di Pistoia, in Toscana. Il borgo è situato a un'altitudine di 600 metri, nella Montagna pistoiese in val Volata.

## Storia
Di probabile origine ligure, si sviluppò in età medioevale ed era parte della giurisdizione di Lizzano.
Fino al 2016 è stata frazione del comune di San Marcello Pistoiese. Dal 2017 è frazione di San Marcello Piteglio, nato dalla fusione con Piteglio.

## Monumenti e luoghi d'interesse
- Oratorio di Sant'  Andrea a Pratale: Impianto a capanna con aula unica. Sulla parete di fondo troviamo quattro monofore e l'altare maggiore in pietra. L'edificio si presenta una muratura in bozze di pietra irregolari. Il portale d'ingresso, protetto da una tettoia lignea, è sormontato da una lunetta al cui interno è murato un frammento scultoreo (sec. XV), raffigurante un cherubino. Sull'architrave  del portale (sec. XIV) sono presenti una serie di bassorilievi, tra cui uno raffigurante una triplice cinta. Sul lato destro si appoggia un campanile dotato di due campane a corda.[4]